# Oryzopsis aequiglumis
Oryzopsis aequiglumis là một loài thực vật có hoa trong họ Hòa thảo. Loài này được Duthie ex Hook.f. mô tả khoa học đầu tiên năm 1896.